# アレグリア・アレグリア
『アレグリア・アレグリア』（原題：Caetano Veloso）は、ブラジルのミュージシャン、カエターノ・ヴェローゾが1968年に発表した、ソロ名義では初のスタジオ・アルバム。

## 背景
収録曲のうち「アレグリア・アレグリア」は、1967年にTVヘコールが主催したフェスティヴァルにエントリーされ、予選では観客から野次を受けたが、最終的には4位に入賞した。この曲は本作に先駆けて、1967年のうちにシングル・ヒットしている。
「トロピカリア」の曲名は、エリオ・オイチシカ（Hélio Oiticica）のインスタレーション作品に由来しており、この曲を聴いた映画監督ルイス・カルロス・バヘット（Luiz Carlos Barreto）の発案でタイトルが決まった。この曲は最終的に、トロピカリアと呼ばれる文化運動を象徴する曲として評価される。1967年のアルバム『ドミンゴ』でヴェローゾと共演したガル・コスタは、本作の「クラーラ」にもボーカルで参加した。
当時ヴェローゾは、ビートルズの『サージェント・ペパーズ・ロンリー・ハーツ・クラブ・バンド』を超えるアルバム作りを目指しており、その影響でサイケデリック・ロック色も取り入れられた。

## 評価
本作は2001年にラテン・グラミーの殿堂入りを果たした。『ローリング・ストーン・ブラジル』誌が選出した「ブラジル音楽の偉大なアルバム100」では37位にランク・イン。
Philip Jandovskýはオールミュージックにおいて5点満点を付け「カエターノ・ヴェローゾの初のソロ・アルバムというだけでなく、芸術的なクオリティという意味でも、史上初のトロピカリアのアルバムと位置付けられている意味でも、このアルバムは傑作で、ブラジルのポピュラー音楽史における最重要アルバムの一つである」と評している。また、オールミュージックの企画「オールミュージック・ラヴズ1968」では、アンディ・ケルマンとジェイムズ・クリストファー・モンガーの2名が、1968年を代表するアルバムの一つとして本作を挙げた。

## リマスターCD
2012年にユニバーサルミュージックから発売された日本盤SHM-CD (UICY-94807) には、シングル曲2曲がボーナス・トラックとして追加され、2015年の再発盤(UICY-76441)も同様の仕様となっている。

## 収録曲
特記なき楽曲はカエターノ・ヴェローゾ作。
1. トロピカリア - "Tropicália" - 3:40
2. クラリッシ - "Clarice" (Caetno Veloso, José Carlos Capinam) - 5:30
3. ノ・ヂーア・エン・キ・エウ・ヴィン・ミ・インボーラ（僕が旅立つ日） - "No Dia em que Eu Vim-Me Embora" (C. Veloso, Gilbert Gil) - 2:27
4. アレグリア・アレグリア - "Alegria, Alegria" - 2:50
5. オンヂ・アンダラース（君はどこに） - "Onde Andarás?" (C. Veloso, Ferreira Gullar) - 1:57
6. アヌンシアサォン（アナウンスメント） - "Anunciação" (C. Veloso, Rogério Duarte) - 2:01
7. スーペルバッカーナ - "Superbacana" - 1:28
8. パイザージェン・ウーチル（意味ある風景） - "Paisagem Útil" - 2:39
9. クラーラ - "Clara" (C. Veloso, Perinho Albuquerque) - 1:45
10. ソイ・ロコ・ポル・ティ、アメリカ（アメリカ、君に夢中） - "Soy Loco por Tí, América" (G. Gil, J. C. Capinam) - 3:45
11. アヴェ・マリア - "Ave Maria" - 2:21
12. エリス（彼ら） - "Eles" (C. Veloso, G. Gil) - 4:40

### 日本盤SHM-CDボーナス・トラック
1. イェス、ノス・テモス・バナナ - "Yes, Nos Temos Banana" (Braguinha, Alberto Ribeiro)
2. アイ・ヂ・ミン・コパカバーナ - "Ai de Mim, Copacabana" (C. Veloso, Torquato Neto)